# Our Lady of Mt. Carmel Church
L'Our Lady of Mt. Carmel Church est une église américaine à Albuquerque, au Nouveau-Mexique. Construite en 1870 et modifiée en 1940, elle présente aujourd'hui une version vernaculaire du style Pueblo Revival. Elle est inscrite au New Mexico State Register of Cultural Properties depuis le 3 octobre 1975 ainsi qu'au Registre national des lieux historiques depuis le 9 février 1984.